# 3時ヨこい!
『3時ヨこい!』（さんじヨこい）は、1995年4月3日から同年9月29日まで、フジテレビ系列局他で生放送をされたフジテレビ発の生活情報バラエティ番組である。

## 番組概要
平日の昼下がりの時間帯、各局のワイドショーを尻目に、フジテレビは『TVクルーズ となりのパパイヤ』に続いて、「ワイドショーより面白い!」をコンセプトに、それまでの芸能情報中心のワイドショーとは一味違うカラーを打ち出そうとした。本番組ではフジテレビの様々なクイズ番組を手がけた王東順がプロデューサーを務め、家自慢選手権や豪華賞品争奪企画など、彼ならではの企画を打ち出した。しかし運悪くこの時期は、各テレビ局のオウム真理教関連（オウム真理教事件）報道の過熱化によって、番組内容もそれに迎合せざるをえなくなり、結果的には前番組の『となりのパパイヤ』と同じくわずか半年で終了。後番組の『ビッグトゥデイ』では再びワイドショー路線に戻された。

## 番組データ

### 放送時間
- 平日 15:00 - 15:55（JST）

### 番組テーマソング
- 竹内まりや 『もう一度』

### 出演

#### 司会
- 向坂樹興（当時フジテレビアナウンサー）
- 寺田理恵子

#### その他
- 笠井信輔（当時フジテレビアナウンサー）
- 境鶴丸（当時フジテレビアナウンサー）
- 木佐彩子（当時フジテレビアナウンサー）
- 舛添要一
- 薬丸裕英
- 山田雅人
- 森公美子

他

#### 郁恵の今日何にする?（料理）
- 榊原郁恵
- 井森美幸 月曜日担当
- 境鶴丸（当時フジテレビアナウンサー） 火曜日 - 金曜日担当

### スタッフ
- チーフプロデューサー：王東順

## ネット局
| 放送対象地域   | 放送局                                          | 系列                                         |
| -------------- | ----------------------------------------------- | -------------------------------------------- |
| 関東広域圏     | フジテレビ（CX） 制作局                         | フジテレビ系列                               |
| 北海道         | 北海道文化放送（UHB）                           | フジテレビ系列                               |
| 岩手県         | 岩手めんこいテレビ（mit）                       | フジテレビ系列                               |
| 宮城県         | 仙台放送（OX）                                  | フジテレビ系列                               |
| 秋田県         | 秋田テレビ（AKT）                               | フジテレビ系列                               |
| 福島県         | 福島テレビ（FTV）                               | フジテレビ系列                               |
| 新潟県         | 新潟総合テレビ（NST） （現・NST新潟総合テレビ） | フジテレビ系列                               |
| 長野県         | 長野放送（NBS）                                 | フジテレビ系列                               |
| 静岡県         | テレビ静岡（SUT）                               | フジテレビ系列                               |
| 富山県         | 富山テレビ（BBT）                               | フジテレビ系列                               |
| 石川県         | 石川テレビ（ITC）                               | フジテレビ系列                               |
| 福井県         | 福井テレビ（FTB）                               | フジテレビ系列                               |
| 中京広域圏     | 東海テレビ（THK）                               | フジテレビ系列                               |
| 近畿広域圏     | 関西テレビ（KTV）                               | フジテレビ系列                               |
| 島根県・鳥取県 | 山陰中央テレビ（TSK）                           | フジテレビ系列                               |
| 岡山県・香川県 | 岡山放送（OHK）                                 | フジテレビ系列                               |
| 広島県         | テレビ新広島（TSS）                             | フジテレビ系列                               |
| 山口県         | テレビ山口（tys）                               | TBS系列                                      |
| 徳島県         | 四国放送（JRT）                                 | 日本テレビ系列                               |
| 愛媛県         | 愛媛放送（EBC） （現・テレビ愛媛）              | フジテレビ系列                               |
| 高知県         | 高知放送（RKC）                                 | 日本テレビ系列                               |
| 福岡県         | テレビ西日本（TNC）                             | フジテレビ系列                               |
| 佐賀県         | サガテレビ（STS）                               | フジテレビ系列                               |
| 長崎県         | テレビ長崎（KTN）                               | フジテレビ系列                               |
| 熊本県         | テレビ熊本（TKU）                               | フジテレビ系列                               |
| 大分県         | テレビ大分（TOS）                               | 日本テレビ系列 フジテレビ系列                |
| 宮崎県         | テレビ宮崎（UMK）                               | フジテレビ系列 日本テレビ系列 テレビ朝日系列 |
| 鹿児島県       | 鹿児島テレビ（KTS）                             | フジテレビ系列                               |
| 沖縄県         | 沖縄テレビ（OTV）                               | フジテレビ系列                               |

## 主なコーナー
本来は主婦達の家事をゲーム形式にして、優勝者には賞金・商品が「へそくり」と書かれた目録で贈呈される内容が中心となる予定であった。しかし上述のとおりオウム真理教事件が本格化してからは、その内容に完全特化した番組となり、当然スタジオの雰囲気も180度転換している。
スタジオ観覧者には、夏休みのラジオ体操の要領で、1回観覧するごとにスタンプが押され、スタンプをためると商品が手に入るシステムだった。オウム真理教事件報道を中心にしていた時期もスタンプをためるシステムだけは継続され、番組の最後にスタンプが多く集まった人を紹介する数秒のコーナーに関しても残された。ただしスタジオでの観覧と報道のスタジオは別だったので、オンエアー中、観覧者の目の前には（本来向坂などの出演者がいて、ゲームが行われているはずの）無人のセットがあった状態だった。
ほかに下記コーナーがあったが、これらもオウム事件メインの時期はほとんど放送されなかった。
- 夕刊早読み隊
- 情報HOTブレイク
- 郁恵の今日何にする?（後の『郁恵・井森のお料理BAN!BAN!』）

| フジテレビ系列 平日15時台                  | フジテレビ系列 平日15時台 | フジテレビ系列 平日15時台     |
| 前番組                                     | 番組名                    | 次番組                        |
| ------------------------------------------ | ------------------------- | ----------------------------- |
| TVクルーズ となりのパパイヤ ※15:00 - 16:00 | 3時ヨこい!                | ビッグトゥデイ ※14:00 - 15:55 |